# Чемпіонат Європи з водних видів спорту 2006

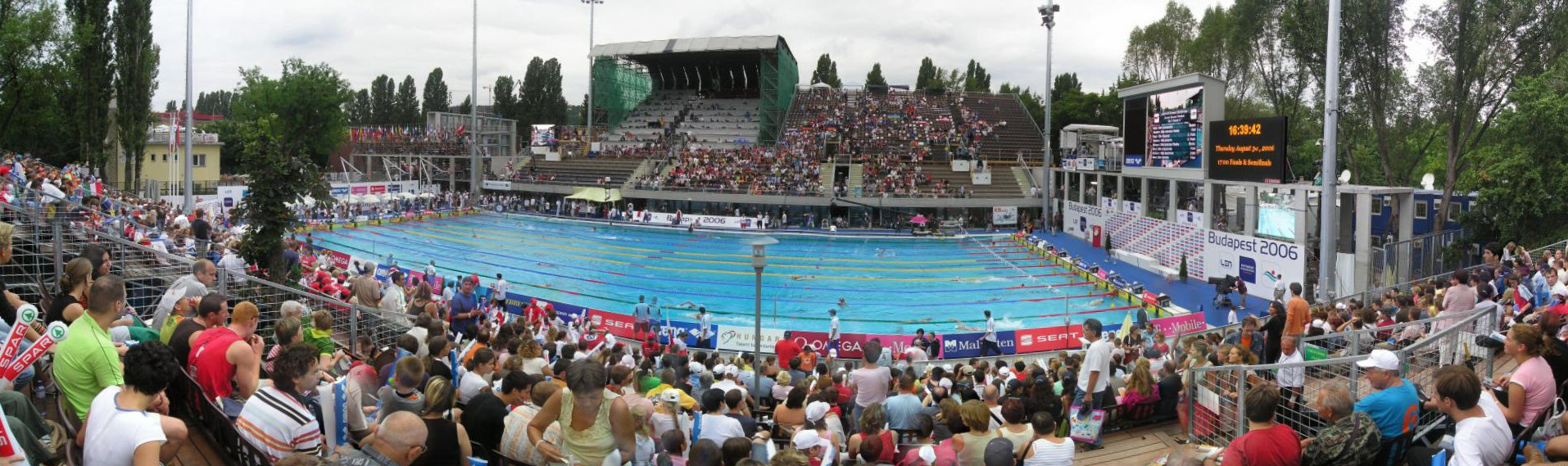
Плавальний басейн перед самим початком фіналів 3 серпня 2006 року

Чемпіонат Європи з водних видів спорту 2006 тривав з 26 липня до 6 серпня 2006 року в Будапешті (Угорщина). відбулися змагання з плавання, стрибків у воду, синхронного плавання і плавання на відкритій воді. Чемпіонат Європи з водного поло 2006 теж LEN, але провела його окремо.
Строки проведення змагань:
- Плавання: 31 липня — 6 серпня
- Стрибки у воду: 1–6 серпня
- Синхронне плавання: 26–30 липня
- Плавання на відкритій воді: 26–30 липня

## Таблиця медалей
*   Країна-господарка ( Угорщина)
| Місце               | Країна              | Золото | Срібло | Бронза | Загалом |
| ------------------- | ------------------- | ------ | ------ | ------ | ------- |
| 1                   | Росія               | 16     | 7      | 3      | 26      |
| 2                   | Німеччина           | 12     | 10     | 5      | 27      |
| 3                   | Франція             | 6      | 3      | 9      | 18      |
| 4                   | Італія              | 5      | 6      | 11     | 22      |
| 5                   | Україна             | 5      | 4      | 5      | 14      |
| 6                   | Польща              | 5      | 2      | 1      | 8       |
| 7                   | Швеція              | 3      | 3      | 0      | 6       |
| 8                   | Велика Британія     | 2      | 5      | 6      | 13      |
| 9                   | Нідерланди          | 2      | 3      | 3      | 8       |
| 10                  | Угорщина*           | 2      | 2      | 5      | 9       |
| 11                  | Фінляндія           | 1      | 0      | 1      | 2       |
| 12                  | Іспанія             | 0      | 4      | 0      | 4       |
| 13                  | Греція              | 0      | 2      | 5      | 7       |
| 14                  | Австрія             | 0      | 2      | 0      | 2       |
| 15                  | Хорватія            | 0      | 1      | 1      | 2       |
| 16                  | Білорусь            | 0      | 1      | 0      | 1       |
| 16                  | Норвегія            | 0      | 1      | 0      | 1       |
| 16                  | Словаччина          | 0      | 1      | 0      | 1       |
| 19                  | Чехія               | 0      | 0      | 2      | 2       |
| 20                  | Данія               | 0      | 0      | 1      | 1       |
| 20                  | Румунія             | 0      | 0      | 1      | 1       |
| 20                  | Словенія            | 0      | 0      | 1      | 1       |
| Загалом (22 збірні) | Загалом (22 збірні) | 59     | 57     | 60     | 176     |

## Плавання

### Розклад змагань
Змагання з плавання тривали з 31 липня до 6 серпня. 

### Результати

#### Чоловіки
| Дисципліна                      | Золото                                                                    | Золото         | Срібло                                                                 | Срібло   | Бронза                                                                        | Бронза   |
| ------------------------------- | ------------------------------------------------------------------------- | -------------- | ---------------------------------------------------------------------- | -------- | ----------------------------------------------------------------------------- | -------- |
| 50 м вільним стилем             | Бартош Кізеровський Польща                                                | 21.88 CR       | Олександр Волинець Україна                                             | 21.97    | Дуже Драганья Хорватія                                                        | 22.14    |
| 100 м вільним стилем            | Філіппо Маньїні Італія                                                    | 48.79          | Стефан Нюстранд Швеція                                                 | 48.91    | Пітер вд Гогенбанд Нідерланди                                                 | 48.94    |
| 200 м вільним стилем            | Пітер вд Гогенбанд Нідерланди                                             | 1:45.65        | Массіміліано Росоліно Італія                                           | 1:47.02  | Філіппо Маньїні Італія                                                        | 1:47.57  |
| 400 м вільним стилем            | Юрій Прилуков Росія                                                       | 3:45.73 CR     | Массіміліано Росоліно Італія                                           | 3:46.87  | Ніколя Ростуше Франція                                                        | 3:47.04  |
| 1500 м вільним стилем           | Юрій Прилуков Росія                                                       | 14:51.93 CR    | Себастьєн Руо Франція                                                  | 14:55.73 | Ніколя Ростуше Франція                                                        | 15:01.82 |
|                                 |                                                                           |                |                                                                        |          |                                                                               |          |
| 50 м на спині                   | Хельге Меув Німеччина                                                     | 25.06          | Арістеїдіс Грігоріадіс Греція                                          | 25.14    | Меттью Клей Велика Британія                                                   | 25.15    |
| 100 м на спині                  | Аркадій В'ятчанін Росія                                                   | 53.50 CR       | Маркус Роган Австрія                                                   | 54.07    | Арістеїдіс Грігоріадіс Греція                                                 | 54.34    |
| 200 м на спині                  | Аркадій В'ятчанін Росія                                                   | 1:55.44 ER, CR | Ласло Чех Угорщина                                                     | 1:56.69  | Разван Іонут Флореа Румунія                                                   | 1:57.83  |
|                                 |                                                                           |                |                                                                        |          |                                                                               |          |
| 50 м брасом                     | Олег Лісогор Україна Алессандро Террін Італія                             | 27.48          | не вручали                                                             |          | Матьяш Маркіч Словенія                                                        | 27.87    |
| 100 м брасом                    | Роман Слуднов Росія                                                       | 1:00.61        | Александер Дале Оен Норвегія                                           | 1:00.63  | Олег Лісогор Україна                                                          | 1:00.64  |
| 200 м брасом                    | Славомір Кучко Польща                                                     | 2:12.12        | Паоло Боссіні Італія                                                   | 2:12.35  | Крістовер Гілкріст Велика Британія                                            | 2:13.21  |
|                                 |                                                                           |                |                                                                        |          |                                                                               |          |
| 50 м батерфляєм                 | Сергій Бреус Україна                                                      | 23.41 CR       | Дуже Драганья Хорватія                                                 | 23.62    | Якоб Скіоетт Андк'яер Данія Андрій Сердінов Україна                           | 23.77    |
| 100 м батерфляєм                | Андрій Сердінов Україна                                                   | 51.95          | Аморі Лево Франція                                                     | 52.76    | Микола Скворцов Росія                                                         | 52.96    |
| 200 м батерфляєм                | Павел Коженьовський Польща                                                | 1:55.04 CR     | Іоанніс Дрімонакос Греція                                              | 1:57.03  | Микола Скворцов Росія                                                         | 1:57.12  |
|                                 |                                                                           |                |                                                                        |          |                                                                               |          |
| 200 м комплексом                | Ласло Чех Угорщина                                                        | 1:58.17 CR     | Алессіо Боджатто Італія                                                | 2:00.14  | Тамаш Керекьярто Угорщина                                                     | 2:00.17  |
| 400 м комплексом                | Ласло Чех Угорщина                                                        | 4:09.86 CR     | Лука Марін Італія                                                      | 4:14.15  | Алессіо Боджатто Італія                                                       | 4:16.34  |
|                                 |                                                                           |                |                                                                        |          |                                                                               |          |
| Естафета 4×100 м вільним стилем | Алессандро Кальві Крістіан Галенда Лоренцо Вісмара Філіппо Маньїні Італія | 3:15.23 CR     | Євген Лагунов Андрій Гречин Іван Усов Андрій Капралов Росія            | 3:16.47  | Ален Бернар Грегорі Малле Фаб'ян Жіло Аморі Лево Франція                      | 3:16.53  |
| Естафета 4×200 м вільним стилем | Массіміліано Росоліно Давід Берботто Нікола Кассіо Філіппо Маньїні Італія | 7:09.60 CR     | Девід Керрі Саймон Барнетт Ендрю Гантер Росс Девенпорт Велика Британія | 7:11.63  | Андреас Зісімос Георгіос Деметіс Дімітріос Манганас Ніколаос Ксілоуріс Греція | 7:16.67  |
| Естафета 4×100 м комплексом     | Аркадій В'ятчанін Роман Слуднов Микола Скворцов Андрій Капралов Росія     | 3:34.96 CR     | Андрій Олійник Олег Лісогор Андрій Сердінов Юрій Єгошин Україна        | 3:36.21  | Лаєм Тенкок Джеймс Ґібсон Тодд Купер Саймон Барнетт Велика Британія           | 3:36.61  |

#### Жінки
| Дисципліна                      | Золото                                                                       | Золото     | Срібло                                                                  | Срібло  | Бронза                                                              | Бронза  |
| ------------------------------- | ---------------------------------------------------------------------------- | ---------- | ----------------------------------------------------------------------- | ------- | ------------------------------------------------------------------- | ------- |
| 50 м вільним стилем             | Брітта Штеффен Німеччина                                                     | 24.72      | Тереза Альсгаммар Швеція                                                | 24.87   | Марлен Велдгойс Нідерланди                                          | 24.89   |
| 100 м вільним стилем            | Брітта Штеффен Німеччина                                                     | 53.30 WR   | Марлен Велдгойс Нідерланди                                              | 54.32   | Нері Нянгкуара Греція                                               | 54.48   |
| 200 м вільним стилем            | Отилія Єнджейчак Польща                                                      | 1:57.25    | Анніка Лурц Німеччина                                                   | 1:57.48 | Лор Маноду Франція                                                  | 1:58.48 |
| 400 м вільним стилем            | Лор Маноду Франція                                                           | 4:02.13 WR | Джоенн Джексон Велика Британія                                          | 4:07.76 | Кейтлін Макклетчі Велика Британія                                   | 4:08.13 |
| 800 м вільним стилем            | Лор Маноду Франція                                                           | 8:19.29 ER | Ребекка Едлінгтон Велика Британія                                       | 8:27.88 | Ребекка Кук Велика Британія                                         | 8:28.40 |
|                                 |                                                                              |            |                                                                         |         |                                                                     |         |
| 50 м на спині                   | Яніне Піч Німеччина                                                          | 28.36 CR   | Олександра Герасименя Білорусь                                          | 28.72   | Антьє Бушшульте Німеччина                                           | 28.73   |
| 100 м на спині                  | Лор Маноду Франція                                                           | 1:00.88    | Антьє Бушшульте Німеччина                                               | 1:01.40 | Яніне Піч Німеччина                                                 | 1:01.55 |
| 200 м на спині                  | Естер Барон Франція                                                          | 2:10.07    | Ірина Амшеннікова Україна                                               | 2:12.13 | Мелані Маршалл Велика Британія                                      | 2:12.17 |
|                                 |                                                                              |            |                                                                         |         |                                                                     |         |
| 50 м брасом                     | Олена Богомазова Росія                                                       | 31.69      | Кейт Гейвуд Велика Британія                                             | 31.71   | Агнеш Ковач Угорщина                                                | 31.95   |
| 100 м брасом                    | Анна Хлістунова Україна                                                      | 1:07.55 CR | Кірсті Балфор Велика Британія                                           | 1:07.95 | Агнеш Ковач Угорщина                                                | 1:08.60 |
| 200 м брасом                    | Кірсті Балфор Велика Британія                                                | 2:25.66    | Юлія Підлісна Україна                                                   | 2:28.42 | Агнеш Ковач Угорщина                                                | 2:28.90 |
|                                 |                                                                              |            |                                                                         |         |                                                                     |         |
| 50 м батерфляєм                 | Тереза Альсгаммар Швеція                                                     | 26.06      | Анна-Карін Каммерлінг Швеція                                            | 26.23   | Шанталь Ґрот Нідерланди                                             | 26.49   |
| 100 м батерфляєм                | Інґе Деккер Нідерланди                                                       | 58.35      | Мартіна Моравцова Словаччина                                            | 58.98   | Алена Попшанка Франція                                              | 59.06   |
| 200 м батерфляєм                | Отилія Єнджейчак Польща                                                      | 2:07.09    | Франческа Сегат Італія                                                  | 2:08.96 | Катеріна Джаккетті Італія                                           | 2:09.01 |
|                                 |                                                                              |            |                                                                         |         |                                                                     |         |
| 200 м комплексом                | Лор Маноду Франція                                                           | 2:12.69    | Катажина Барановська Польща                                             | 2:13.36 | Алессія Філіппі Італія                                              | 2:13.75 |
| 400 м комплексом                | Алессія Філіппі Італія                                                       | 4:35.80    | Ніколь Гецер Німеччина                                                  | 4:37.97 | Катажина Барановська Польща                                         | 4:40.02 |
|                                 |                                                                              |            |                                                                         |         |                                                                     |         |
| Естафета 4×100 м вільним стилем | Петра Даллманн Даніела Ґец Брітта Штеффен Анніка Лурц Німеччина              | 3:35.22 WR | Інґе Деккер Раномі Кромовідьойо Шанталь Ґрот Марлен Велдгойс Нідерланди | 3:37.04 | Алена Попшанка Орор Монжель Селін Кудер Малія Метелла Франція       | 3:38.83 |
| Естафета 4×200 м вільним стилем | Петра Даллманн Даніела Самульскі Брітта Штеффен Анніка Лурц Німеччина        | 7:50.82 WR | Отилія Єнджейчак Йоанна Будзіс Агата Звейська Пауліна Барзицька Польща  | 7:56.32 | Алена Попшанка Софі Юбер Орор Монжель Лор Маноду Франція            | 7:56.44 |
| Естафета 4×100 м комплексом     | Мелані Маршалл Кірсті Балфор Террі Даннінґ Франческа Голсолл Велика Британія | 4:02.24    | Антьє Бушшульте Сара Певе Анніка Мельгорн Брітта Штеффен Німеччина      | 4:02.35 | Лор Маноду Анн-Софі Ле Парантуен Алена Попшанка Селін Кудер Франція | 4:03.64 |

WR= світовий рекорд (водночас і рекорд Європи, чемпіонату і країни); ER= рекорд Європи (водночас і рекорд чемпіонату і країни); CR= рекорд чемпіонатів

#### Таблиця медалей
| Місце                | Країна               | Золото | Срібло | Бронза | Загалом |
| -------------------- | -------------------- | ------ | ------ | ------ | ------- |
| 1                    | Росія                | 7      | 1      | 2      | 10      |
| 2                    | Німеччина            | 6      | 4      | 2      | 12      |
| 3                    | Італія               | 5      | 6      | 4      | 15      |
| 4                    | Франція              | 5      | 2      | 8      | 15      |
| 5                    | Польща               | 5      | 2      | 1      | 8       |
| 6                    | Україна              | 4      | 4      | 2      | 10      |
| 7                    | Велика Британія      | 2      | 5      | 6      | 13      |
| 8                    | Нідерланди           | 2      | 2      | 3      | 7       |
| 9                    | Угорщина             | 2      | 1      | 4      | 7       |
| 10                   | Швеція               | 1      | 3      | 0      | 4       |
| 11                   | Греція               | 0      | 2      | 3      | 5       |
| 12                   | Хорватія             | 0      | 1      | 1      | 2       |
| 13                   | Австрія              | 0      | 1      | 0      | 1       |
| 13                   | Білорусь             | 0      | 1      | 0      | 1       |
| 13                   | Норвегія             | 0      | 1      | 0      | 1       |
| 13                   | Словаччина           | 0      | 1      | 0      | 1       |
| 17                   | Данія                | 0      | 0      | 1      | 1       |
| 17                   | Румунія              | 0      | 0      | 1      | 1       |
| 17                   | Словенія             | 0      | 0      | 1      | 1       |
| Загалом (19 збірних) | Загалом (19 збірних) | 39     | 37     | 39     | 115     |

## Стрибки у воду

### Розклад змагань
Змагання зі стрибків у воду тривали з 1 до 6 серпня 2006 року.

### Результати

#### Чоловіки
| Дисципліна               | Золото                          | Золото | Срібло                     | Срібло | Бронза                               | Бронза |
| ------------------------ | ------------------------------- | ------ | -------------------------- | ------ | ------------------------------------ | ------ |
| Трамплін, 1 м            | Йоона Пугакка                   | 425.00 | Олександр Доброскок        | 416.60 | Крістофер Саккін                     | 415.70 |
| Трамплін, 3 м            | Дмитро Саутін                   | 496.10 | Олександр Доброскок        | 479.95 | Йоона Пугакка                        | 464.60 |
| Вишка, 10 м              | Гліб Гальперін                  | 472.90 | Гайко Маєр                 | 459.45 | Костянтин Міляєв                     | 436.50 |
| Синхронний трамплін, 3 м | Тобіас Шелленберґ Андреас Вельс | 403.86 | Юрій Кунаков Дмитро Саутін | 401.46 | Нікола Марконі Томмазо Марконі       | 394.68 |
| Синхронна вишка, 10 м    | Дмитро Доброскок Гліб Гальперін | 469.38 | Саша Кляйн Гайко Маєр      | 447.96 | Мікеле Бенедетті Франческо дель Уомо | 435.12 |

#### Жінки
| Дисципліна               | Золото                        | Золото | Срібло                           | Срібло | Бронза                         | Бронза |
| ------------------------ | ----------------------------- | ------ | -------------------------------- | ------ | ------------------------------ | ------ |
| Трамплін, 1 м            | Анна Ліндберґ                 | 291.90 | Дітте Котцян                     | 279.30 | Марія Марконі                  | 267.35 |
| Трамплін, 3 м            | Анна Ліндберґ                 | 330.60 | Дітте Котцян                     | 324.90 | Нора Барта                     | 319.85 |
| Вишка, 10 м              | Юлія Прокопчук                | 338.00 | Аня Ріхтер                       | 332.35 | Крістін Штоєр                  | 330.40 |
| Синхронний трамплін, 3 м | Наталія Умискова Надія Бажина | 314.55 | Гайке Фішер Дітте Котцян         | 298.60 | Олена Федорова Христина Іщенко | 292.17 |
| Синхронна вишка, 10 м    | Аннетт Ґамм Нора Субшінскі    | 325.92 | Наталія Гончарова Юлія Колтунова | 306.24 | Юлія Прокопчук Катерина Жук    | 297.21 |

#### Таблиця медалей
| Місце               | Країна              | Золото | Срібло | Бронза | Загалом |
| ------------------- | ------------------- | ------ | ------ | ------ | ------- |
| 1                   | Росія               | 4      | 4      | 0      | 8       |
| 2                   | Німеччина           | 2      | 5      | 1      | 8       |
| 3                   | Швеція              | 2      | 0      | 0      | 2       |
| 4                   | Україна             | 1      | 0      | 3      | 4       |
| 5                   | Фінляндія           | 1      | 0      | 1      | 2       |
| 6                   | Австрія             | 0      | 1      | 0      | 1       |
| 7                   | Італія              | 0      | 0      | 4      | 4       |
| 8                   | Угорщина            | 0      | 0      | 1      | 1       |
| Загалом (8 збірних) | Загалом (8 збірних) | 10     | 10     | 10     | 30      |

## Синхронне плавання

### Розклад змагань
Змагання з синхронного плавання тривали з 26 до 30 липня 2006 року.

### Результати
| Дисципліна                    | Золото | Золото | Срібло | Срібло | Бронза | Бронза |
| ----------------------------- | --- | ------ | --- | ------ | --- | ------ |
| Соло, довільна програма       | Наталія Іщенко | 98.4   | Хемма Менгуаль | 97.7   | Наталія Антополу | 93.9   |
| Дует, довільна програма       | Анастасія Давидова Анастасія Єрмакова | 98.8   | Хемма Менгуаль Паола Тірадос | 97.5   | Елефтерія Фтулі Евантія Макріянні | 94.0   |
| Група, технічна програма      | - Марія Громова - Наталія Іщенко - Ельвіра Хасянова - Ольга Кужела - Анна Насєкіна - Олена Овчинникова - Світлана Ромашина - Ганна Шоріна                                           | 98.8   | - Альба Кабельйо - Ракель Корраль - Тіна Фуентес - Тіна Фуентес - Лаура Лопес - Хісела Морон - Ірина Родрігес - Паола Тірадос                                 | 97.3   | - Алессія Бігі - Еліса Боццо - Маніла Фламіні - Франческа Гангемі - Маріанжела Перрупато - Бенедетта Ре - Сара Сгарці - Федеріка Томмазі                                   | 93.6   |
| Комбінація, довільна програма | - Анастасія Давидова - Анастасія Єрмакова - Марія Громова - Наталія Іщенко - Ельвіра Хасянова - Ольга Кужела - Анна Насєкіна - Олена Овчинникова - Світлана Ромашина - Ганна Шоріна | 97.9   | - Альба Кабельйо - Ракель Корраль - Тіна Фуентес - Тіна Фуентес - Таїс Енрікес - Лаура Лопес - Хемма Менгуаль - Хісела Морон - Ірина Родрігес - Паола Тірадос | 95.9   | - Алессія Бігі - Еліса Боццо - Маніла Фламіні - Франческа Гангемі - Маріанжела Перрупато - Бенедетта Ре - Даліла Ск'єзаро - Сара Сгарці - Вірна Такконе - Федеріка Томмазі | 93.5   |

#### Таблиця медалей
| Місце              | Країна             | Золото | Срібло | Бронза | Загалом |
| ------------------ | ------------------ | ------ | ------ | ------ | ------- |
| 1                  | Росія              | 4      | 0      | 0      | 4       |
| 2                  | Іспанія            | 0      | 4      | 0      | 4       |
| 3                  | Італія             | 0      | 0      | 2      | 2       |
| 3                  | Греція             | 0      | 0      | 2      | 2       |
| Загалом (4 збірні) | Загалом (4 збірні) | 4      | 4      | 4      | 12      |

## Плавання на відкритій воді

### Розклад змагань
Змагання з плавання на відкритій воді тривали з 26 до 30 липня 2006 року.

### Результати

#### Чоловіки
| Дисципліна | Золото     | Золото    | Срібло                | Срібло    | Бронза        | Бронза    |
| ---------- | ---------- | --------- | --------------------- | --------- | ------------- | --------- |
| 5 км       | Томас Лурц | 56:00.1   | Хрістіан Гайн         | 56:01.1   | Сімоне Ерколі | 56:01.8   |
| 10 км      | Томас Лурц | 1:58:12.1 | Мартен ван дер Вейден | 1:58:13.5 | Хрістіан Гайн | 1:58:16.6 |
| 25 км      | Жиль Ронді | 5:10:17.3 | Антон Саначев         | 5:10:18.2 | Стефан Гомес  | 5:10:19.3 |

#### Жінки
| Дисципліна | Золото                 | Золото    | Срібло          | Срібло    | Бронза                       | Бронза    |
| ---------- | ---------------------- | --------- | --------------- | --------- | ---------------------------- | --------- |
| 5 км       | Катерина Селівьорстова | 1:01:50.8 | Каті Дітріх     | 1:01:52.3 | Яна Пеханова Лариса Ільченко | 1:01:52.4 |
| 10 км      | Ангела Маурер          | 2:07:10.8 | Ріта Ковач      | 2:07:14.3 | Яна Пеханова                 | 2:07:15.6 |
| 25 км      | Ангела Маурер          | 5:35:19.1 | Наталія Панкіна | 5:35:25.1 | Штефані Біллер               | 5:35:29.5 |

#### Таблиця медалей
| Місце               | Країна              | Золото | Срібло | Бронза | Загалом |
| ------------------- | ------------------- | ------ | ------ | ------ | ------- |
| 1                   | Німеччина           | 4      | 1      | 2      | 7       |
| 2                   | Росія               | 1      | 2      | 1      | 4       |
| 3                   | Франція             | 1      | 1      | 1      | 3       |
| 4                   | Нідерланди          | 0      | 1      | 0      | 1       |
| 4                   | Угорщина            | 0      | 1      | 0      | 1       |
| 6                   | Чехія               | 0      | 0      | 2      | 2       |
| 7                   | Італія              | 0      | 0      | 1      | 1       |
| Загалом (7 збірних) | Загалом (7 збірних) | 6      | 6      | 7      | 19      |